# Othmar Schoeck
Othmar Schoeck est un chef d'orchestre et compositeur suisse né le 1er septembre 1886 à Brunnen et mort le 8 mars 1957 à Zurich.

## Biographie
Fils du peintre Alfred Schoeck, Othmar Schoeck se voue à la musique après avoir étudié la peinture pendant une brève période. Il travaille au Conservatoire de Zurich, puis passe quelque temps à Leipzig où il étudie la composition chez Max Reger.
À son retour en Suisse, il connaît une intense activité pratique dans le domaine musical : il dirige différents chœurs à Zurich et a été surtout le chef d'orchestre des concerts symphoniques de Saint-Gall, titre qu'il conserve pendant de longues années. Cette occupation fait peu à peu place à l'activité créatrice. Il écrit de nombreuses œuvres vocales et instrumentales, dont un Concerto pour violon et orchestre (1911-1912), un Concerto pour violoncelle et orchestre à cordes (1947), un Concerto pour cor et orchestre à cordes (1951), ainsi que Sommernacht (Nuit d'été) pour orchestre à cordes (1945), des opéras – notamment Penthesilea (1923-1925), dont la première mondiale a lieu à la Semperoper  de Dresde, en 1927, et qui, ces dernières années, a connu plusieurs mises en scène très applaudies par le public et par la presse : à Bâle (2007), à Dresde (2008), à Lübeck (2009), à Francfort (2011) et à Bonn (2017) – et des cycles de lieder dont le plus important s'intitule Lebendig begraben (Enterré vivant) sur un cycle de poèmes du poète suisse Gottfried Keller, pour baryton et orchestre (1927).
Schoeck a été le premier à se voir décerner, en 1945, le Prix de compositeurs de l'Association des Musiciens suisses.

## Œuvres
Liste des compositions d'Othmar Schoeck (en)

### Œuvres pour la scène
- Erwin und Elmire (« Erwin et Elmire »), op. 25, mise en musique d'un Singspiel (opéra-comique allemand, mêlant texte parlé et texte chanté) sur un livret de Goethe (1916)
- Don Ranudo de Colibrados (première représentation : 16 avril 1919, Zurich)
- Venus, op. 32, opéra en trois actes Armin Rüeger, inspiré par la nouvelle La Vénus d'Ille de Mérimée (première représentation : 10 mai 1922, Stadttheater Zürich : « Théâtre municipal de Zurich »)
- Penthesilea (« Penthésilée »), op. 39, opéra en un acte d'après la tragédie d'Heinrich von Kleist (première représentation: 8 janvier 1927, Staatsoper Dresden : « Opéra d'État de Dresde »)
- Vom Fischer un syner Fru (Le Pêcheur et sa femme, d'après un conte populaire allemand ; première représentation : 3 octobre 1930, Staatsoper Dresden : « Opéra d'État de Dresde »)
- Massimilla Doni, op. 50, opéra en 4 actes (6 scènes), texte d'Armin Rüeger d'après la nouvelle du même nom d'Honoré de Balzac (première représentation : 2 mars 1937, Staatsoper Dresden)
- Das Schloß Dürande (als) (« Le Château Dürande »), op. 53, opéra en 4 actes ; poème d'Hermann Burte d'après la nouvelle de Joseph von Eichendorff (première représentation : 1er avril 1943, Staatsoper Berlin : « Opéra d'État de Berlin »)

Récemment ont été découverts des fragments d'une œuvre de jeunesse (Der Schatz im Silbersee (« Le Trésor dans le lac d'argent »), un opéra d'après Karl May). Les parties conservées de cette œuvre ont été enregistrées et le CD a été joint au Jahrbuch der Karl-May-Gesellschaft 2005.

### Œuvres instrumentales
- Sonate, op. 41, pour clarinette basse et piano (1928) ; dédiée à Werner Reinhart. Cette pièce est souvent citée comme la première œuvre majeure écrite pour la clarinette basse.